# پیچیدگوآ
پیچیدگوآ (به اسپانیایی: Pichidegua) یک شهرستان در شیلی است که در کاچاپوآل واقع شده‌است. پیچیدگوآ ۳۲۰ کیلومتر مربع مساحت و ۱۸٬۲۲۵ نفر جمعیت دارد و ۱۴۶ متر بالاتر از سطح دریا واقع شده‌است.